# 남동구
남동구(南洞區)는 대한민국 인천광역시의 동남부에 있는 구이다. 구월동에는 인천광역시청이 있고, 고잔동에 구직할 남동공단출장소가 설치되 있다.

## 지명
남동(南洞)은 1914년 인천부 남촌면(南村面), 조동면(鳥洞面)을 부천군 남동면(南洞面)으로 합면하면서 칭하여, 1940년 남동면이 인천부로 편입되면서 명칭이 소멸되었다가, 1988년, 인천직할시 남구로부터 분구되면서 명칭을 회복하였다. 구 인천부 주안면(1914년 이후 인천 재편입 이전까지: 부천군 다주면) 지역이었던 구월동, 간석동을 제외하고는 1914년부터 1940년까지의 남동면의 영역과 일치한다.

## 역사
- 1988년 1월 1일 남구의 일부를 관할로 남동구를 설치하였다.[2]
- 1988년 5월 1일 자치구로 승격하였다.[3]
- 1989년 1월 1일 남동구보건소를 설치하였다.
- 1989년 5월 15일 만수2동을 만수4동으로 분동하였다. (14행정동)
- 1990년 1월 1일 간석1동을 간석4동으로 분동하였다. (15행정동)
- 1991년 8월 26일 구월1동을 구월3동으로, 만수1동을 만수5동으로, 도림동을 남촌동으로 각각 분동하였다. (18행정동)
- 1992년 1월 1일 남동공단출장소를 설치하였다.
- 1993년 12월 1일 구월1동을 구월4동으로, 만수1동을 만수6동으로 각각 분동하였다. (20행정동)
- 1995년 1월 1일 인천광역시 남동구로 개칭하였다.[4]
- 1998년 11월 1일 장수동과 서창동을 장수서창동으로, 남촌동과 도림동을 남촌도림동으로, 논현동과 고잔동을 논현고잔동으로 각각 합동하였다. (17행정동)
- 2009년 7월 20일 논현고잔동을 논현동으로 분동하였다.[5](18행정동)
- 2011년 5월 20일 행정동 논현동을 논현1동으로 개칭하고, 논현고잔동을 논현2동, 논현고잔동으로 분동하였다.[6] (19행정동)
- 2018년 11월 5일 장수서창동을 서창2동으로 분동하였다. (20행정동)

## 행정 구역
인천 남동구의 행정 구역은 20개 행정동으로 구성되어 있다. 인천 남동구의 면적은 57.45km2이며 인천의 5.4%를 차지한다. 인구는 2022년 12월 기준으로 506,181명, 226,763가구이다.

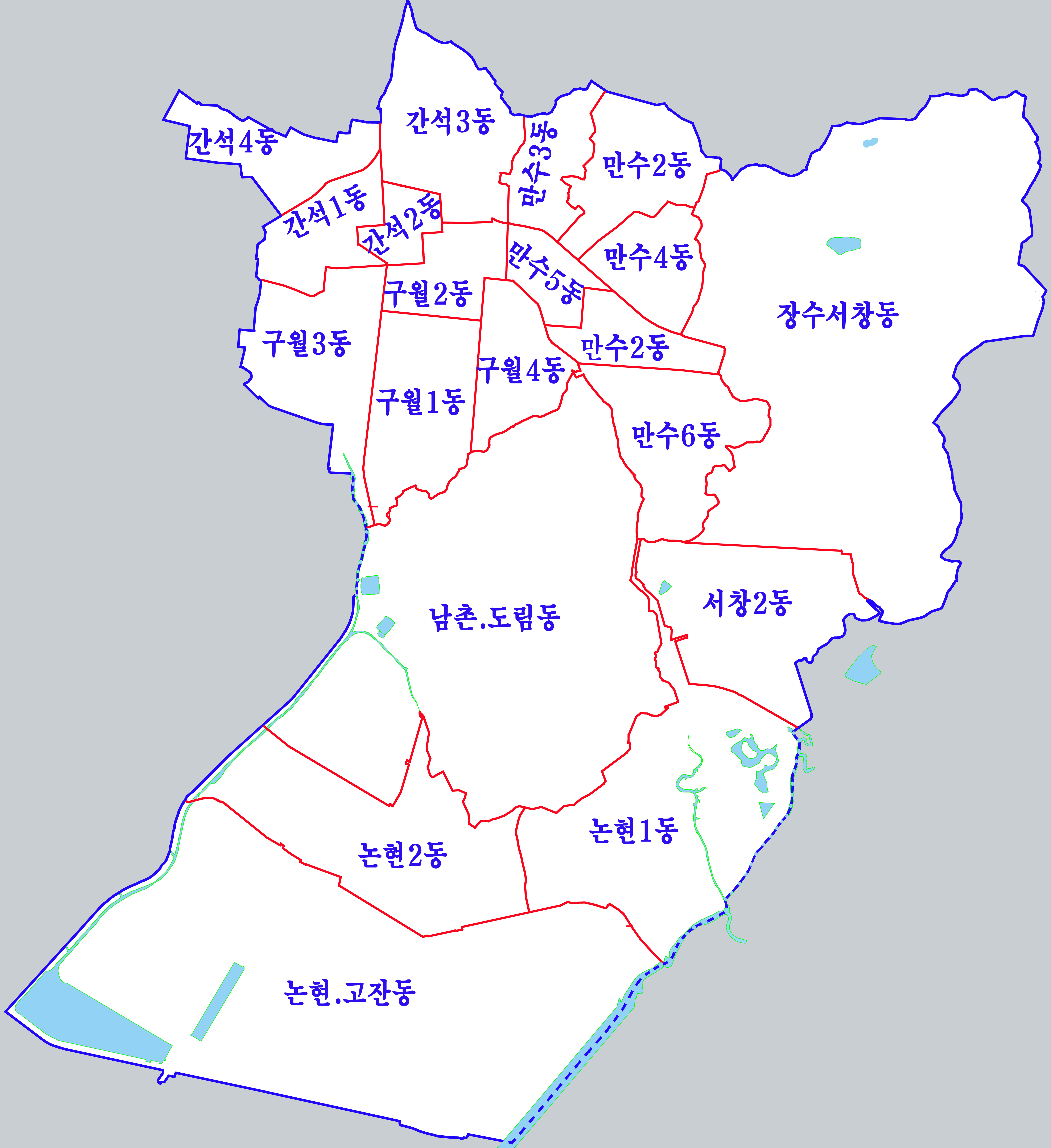
장수서청동은 서창2동과 분구되었다.

| 행정동     | 한자       | 면적 (km2) | 세대    | 인구 (명) |
| ---------- | ---------- | ---------- | ------- | --------- |
| 구월1동    | 九月1洞    | 2.69       | 12,946  | 33,388    |
| 구월2동    | 九月2洞    | 1.06       | 13,445  | 39,208    |
| 구월3동    | 九月3洞    | 0.76       | 15,439  | 28,947    |
| 구월4동    | 九月4洞    | 0.91       | 7,731   | 16,509    |
| 간석1동    | 間石1洞    | 0.87       | 11,168  | 24,943    |
| 간석2동    | 間石2洞    | 0.41       | 9,243   | 23,184    |
| 간석3동    | 間石3洞    | 1.84       | 13,160  | 29,444    |
| 간석4동    | 間石4洞    | 1.07       | 12,133  | 27,944    |
| 논현1동    | 論峴1洞    | 4.51       | 12,549  | 32,036    |
| 논현2동    | 論峴2洞    | 3.31       | 13,903  | 33,594    |
| 논현고잔동 | 論峴古棧洞 | 10.50      | 14,607  | 41,135    |
| 만수1동    | 萬壽1洞    | 0.69       | 8,146   | 16,700    |
| 만수2동    | 萬壽2洞    | 1.34       | 9,837   | 26,192    |
| 만수3동    | 萬壽3洞    | 0.93       | 7,262   | 18,833    |
| 만수4동    | 萬壽4洞    | 0.89       | 9,102   | 23,022    |
| 만수5동    | 萬壽5洞    | 0.54       | 7,438   | 16,497    |
| 만수6동    | 萬壽6洞    | 1.73       | 10,197  | 26,487    |
| 서창2동    | 西昌2洞    | 2.4        | 13,767  | 36,104    |
| 장수서창동 | 長壽西昌洞 | 13.97      | 7,730   | 21,044    |
| 남촌도림동 | 南村桃林洞 | 9.76       | 9,057   | 22,712    |
| 남동구     | 南洞區     | 57.01      | 192,030 | 514,436   |

## 인구
| 연도   | 총인구    |
| ------ | --------- |
| 1990년 | 307,031명 |
| 1995년 | 382,704명 |
| 2000년 | 395,289명 |
| 2005년 | 369,288명 |
| 2010년 | 453,903명 |
| 2015년 | 527,324명 |

## 사진

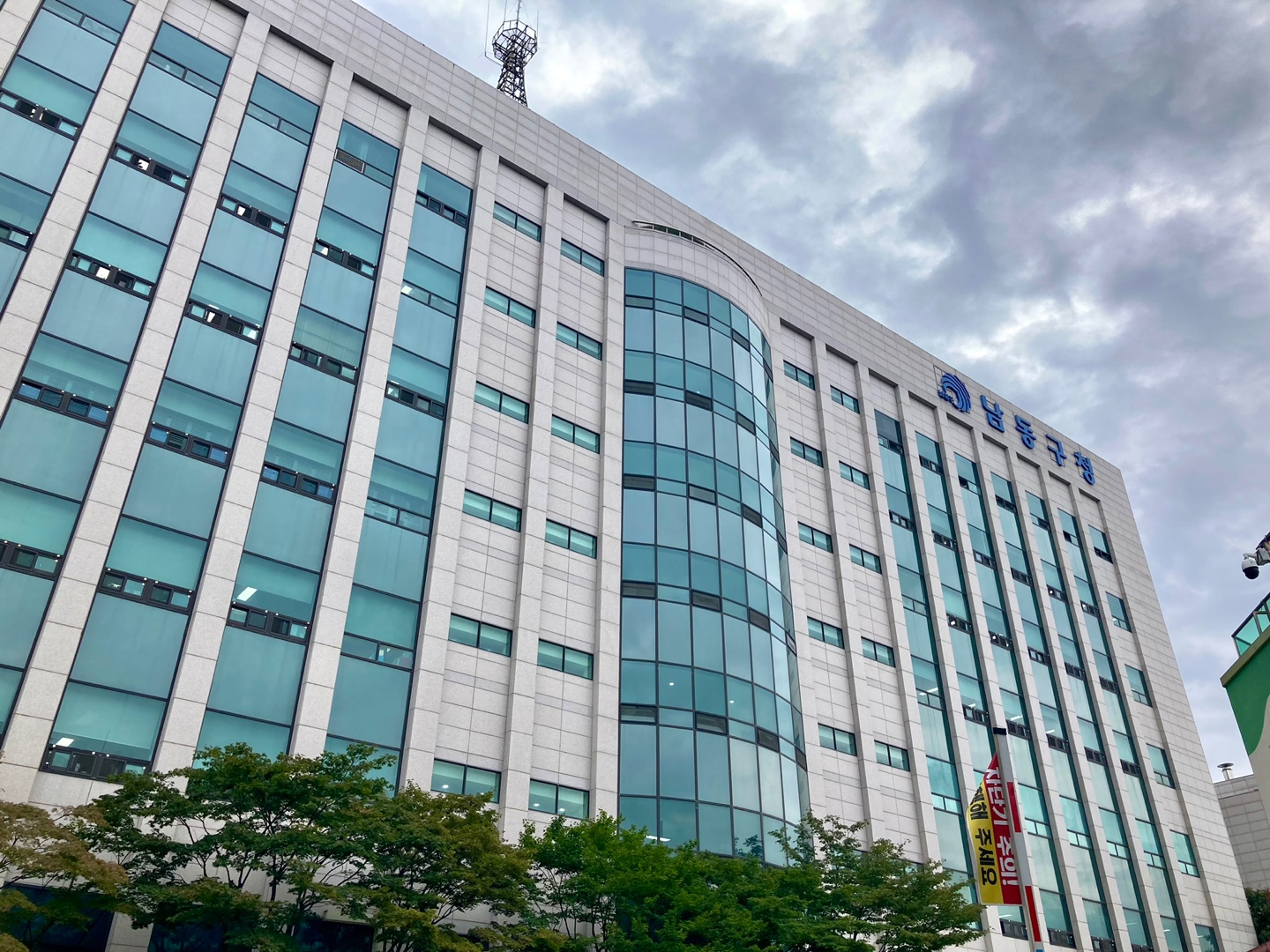
남동구청
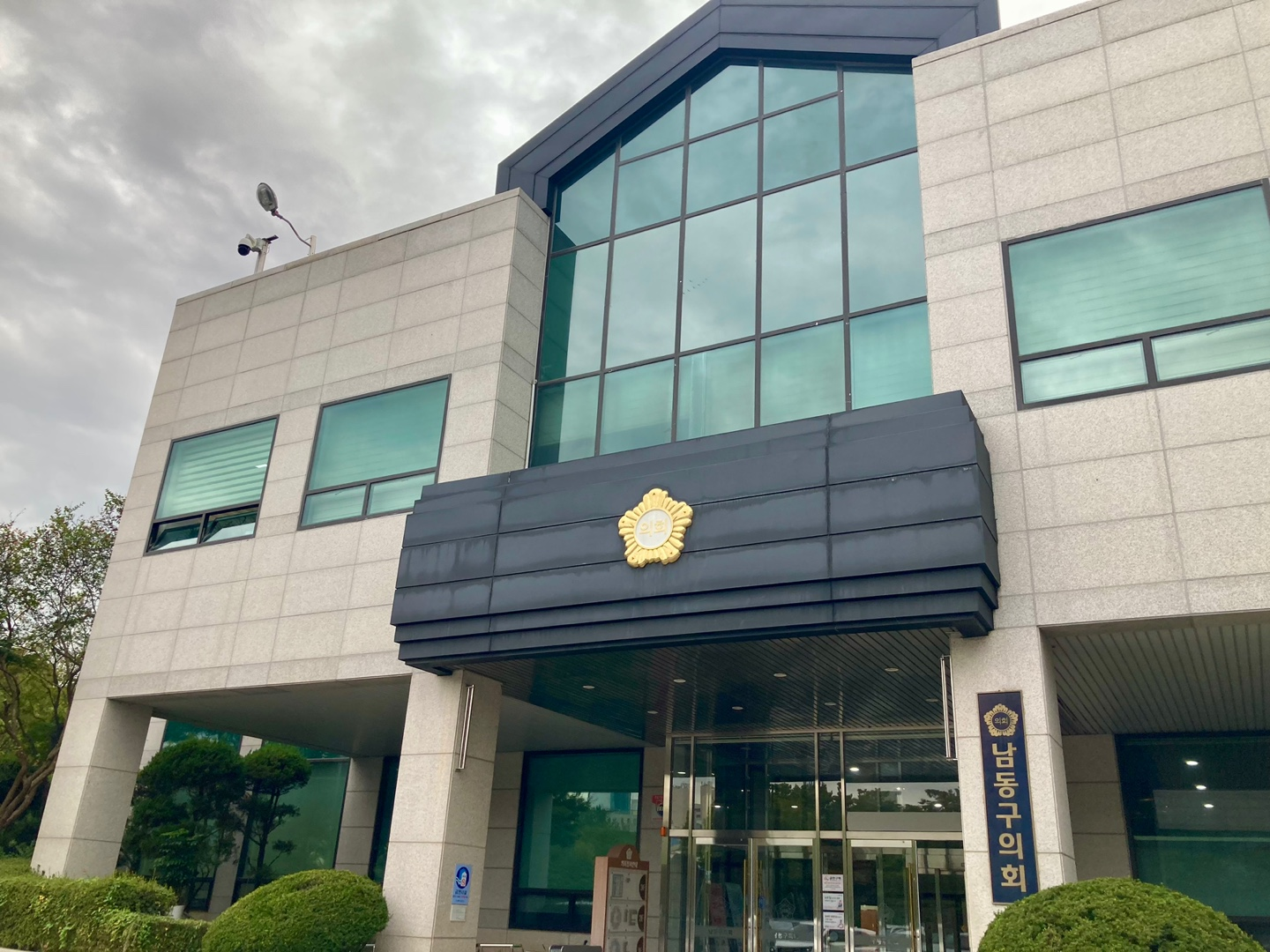
남동구의회
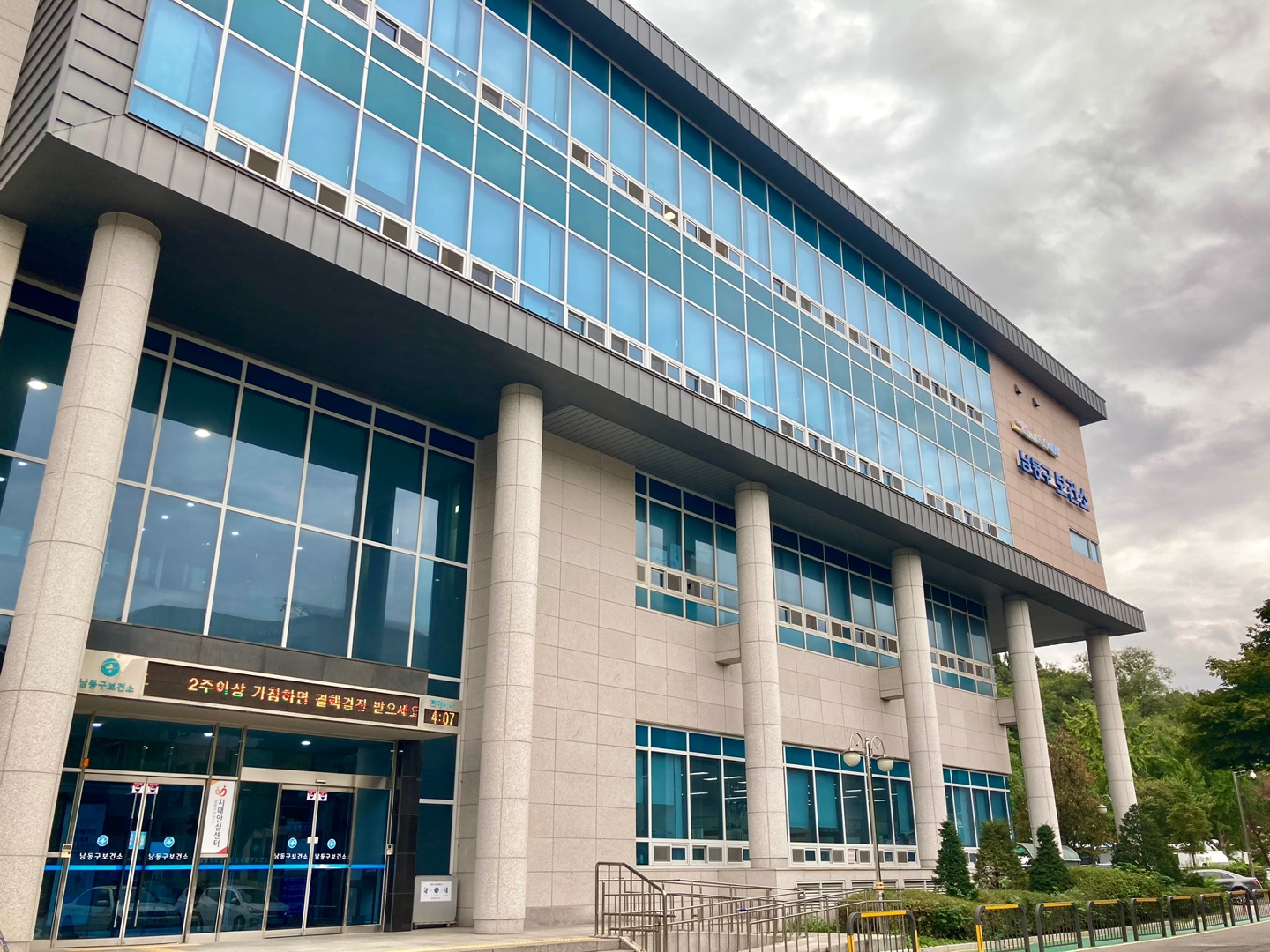
남동보건소
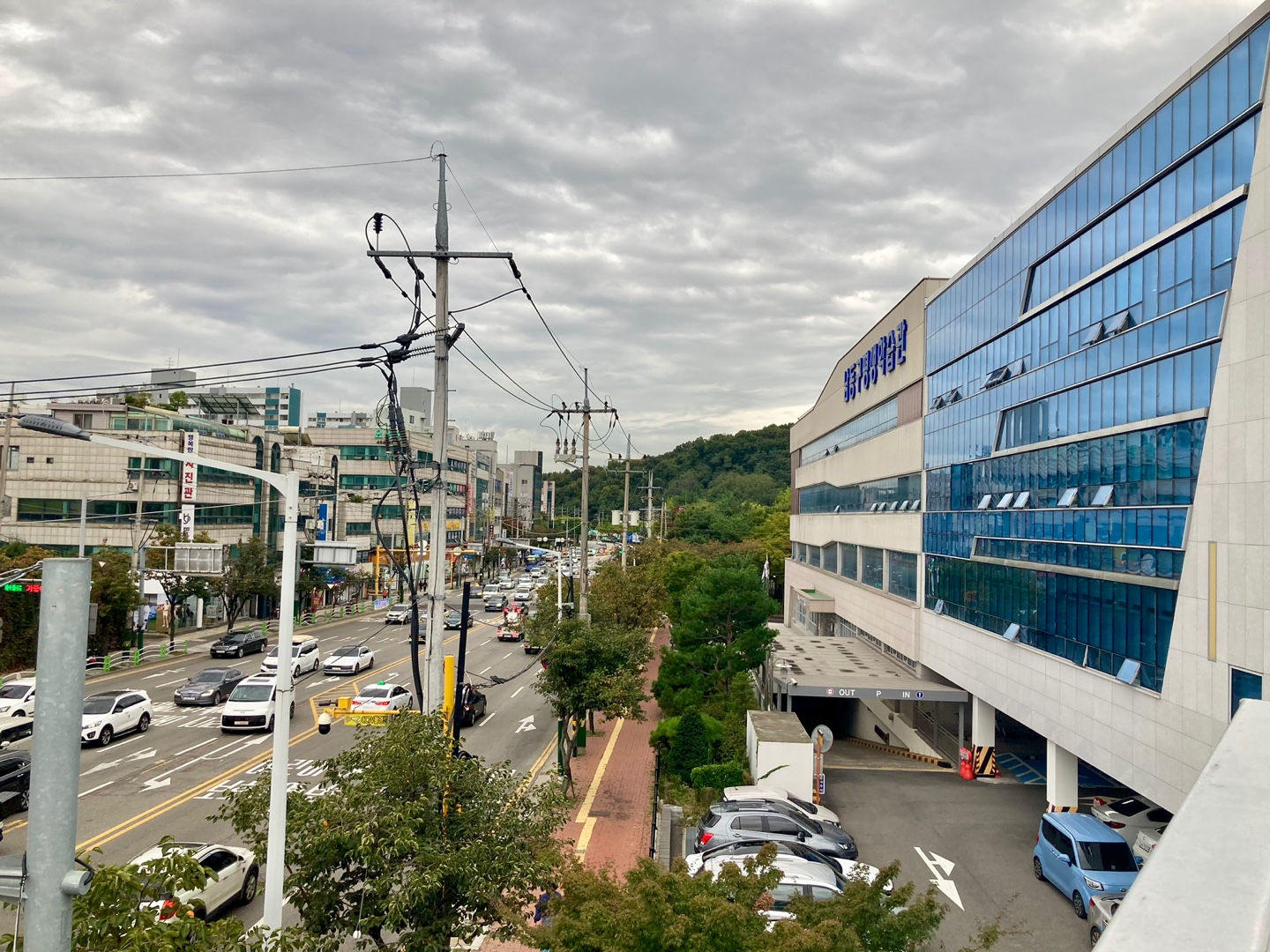
소래로
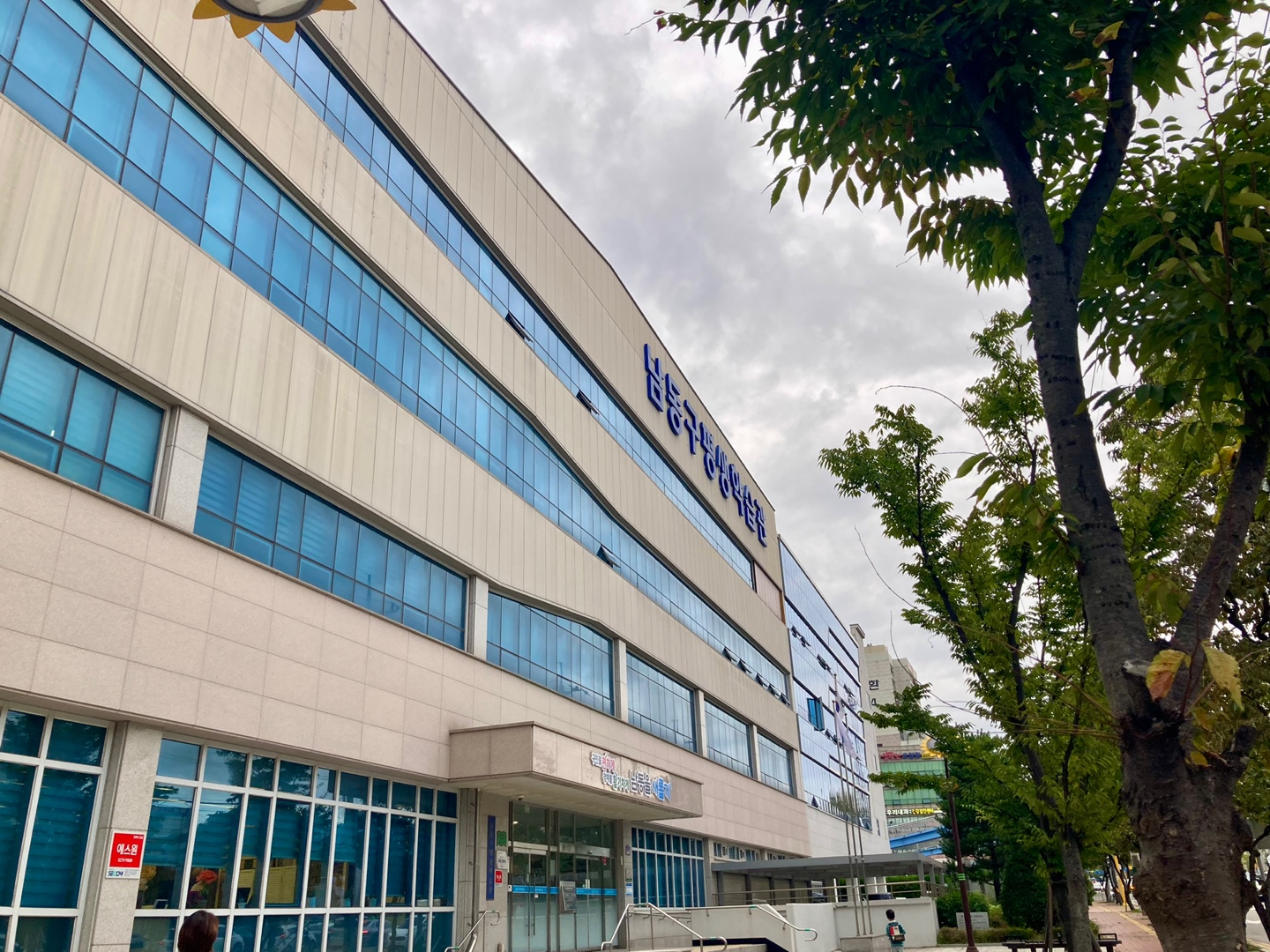
남동평생학습관
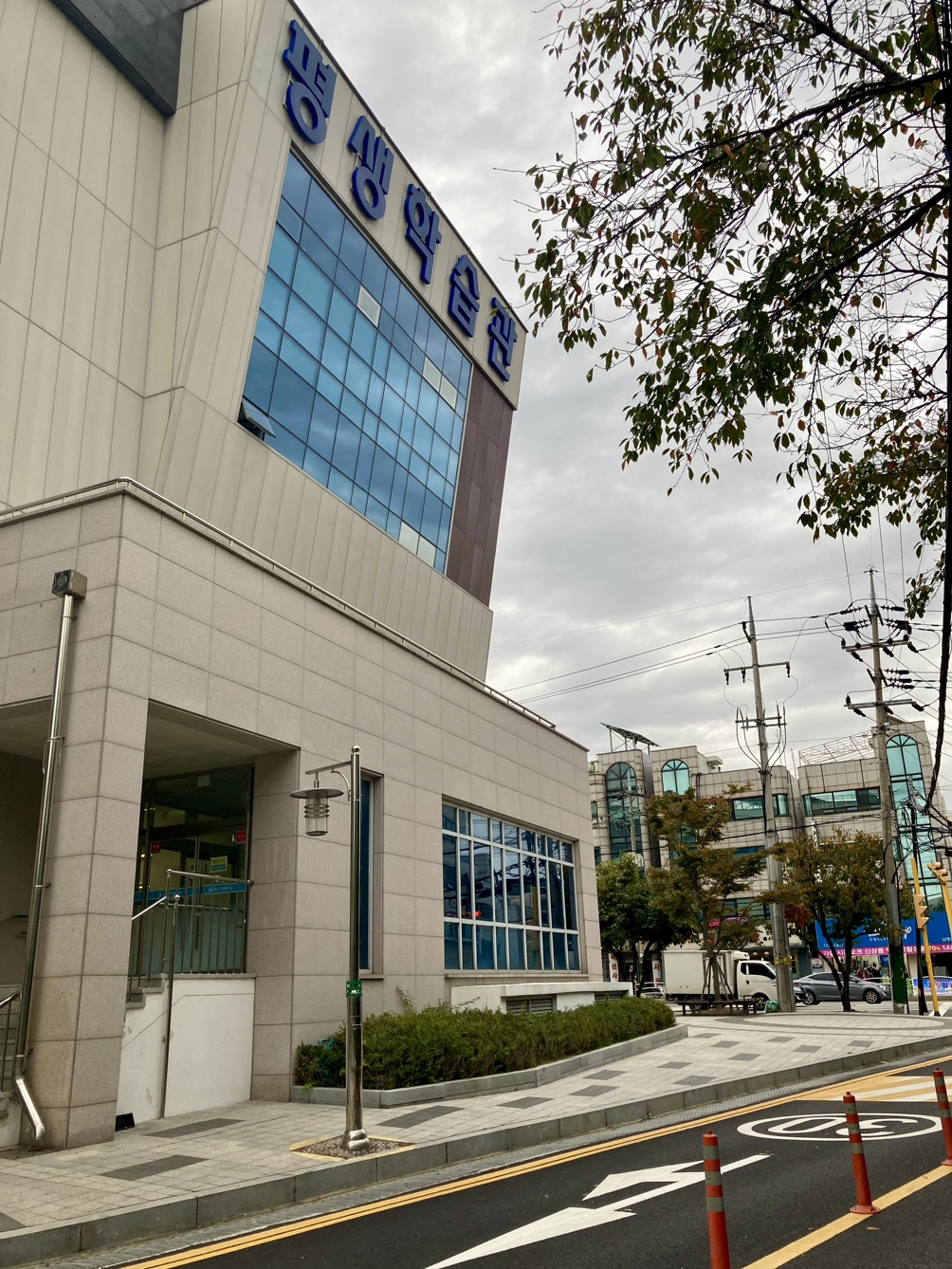
남동평생학습관
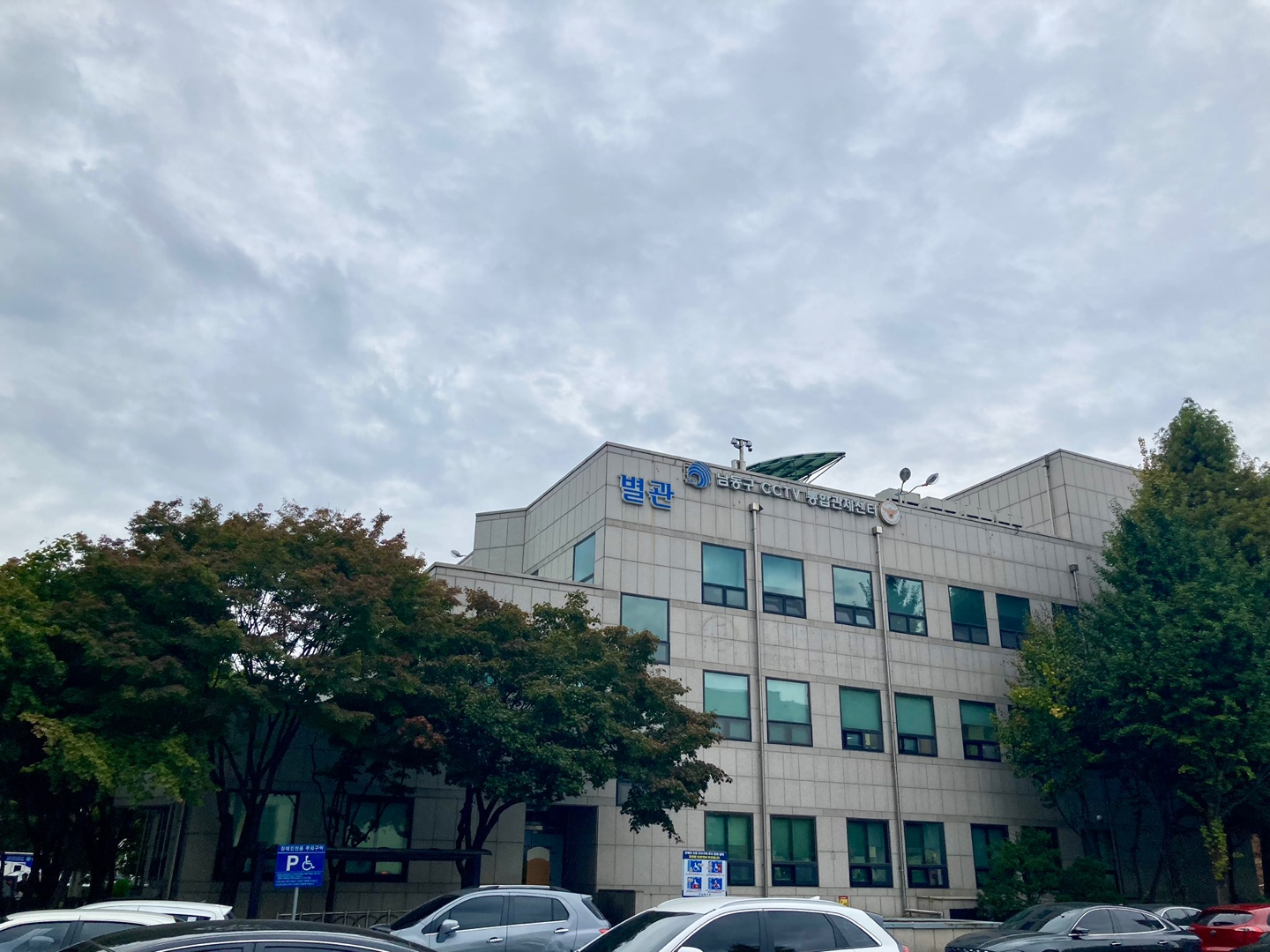
별관, 자동차민원실
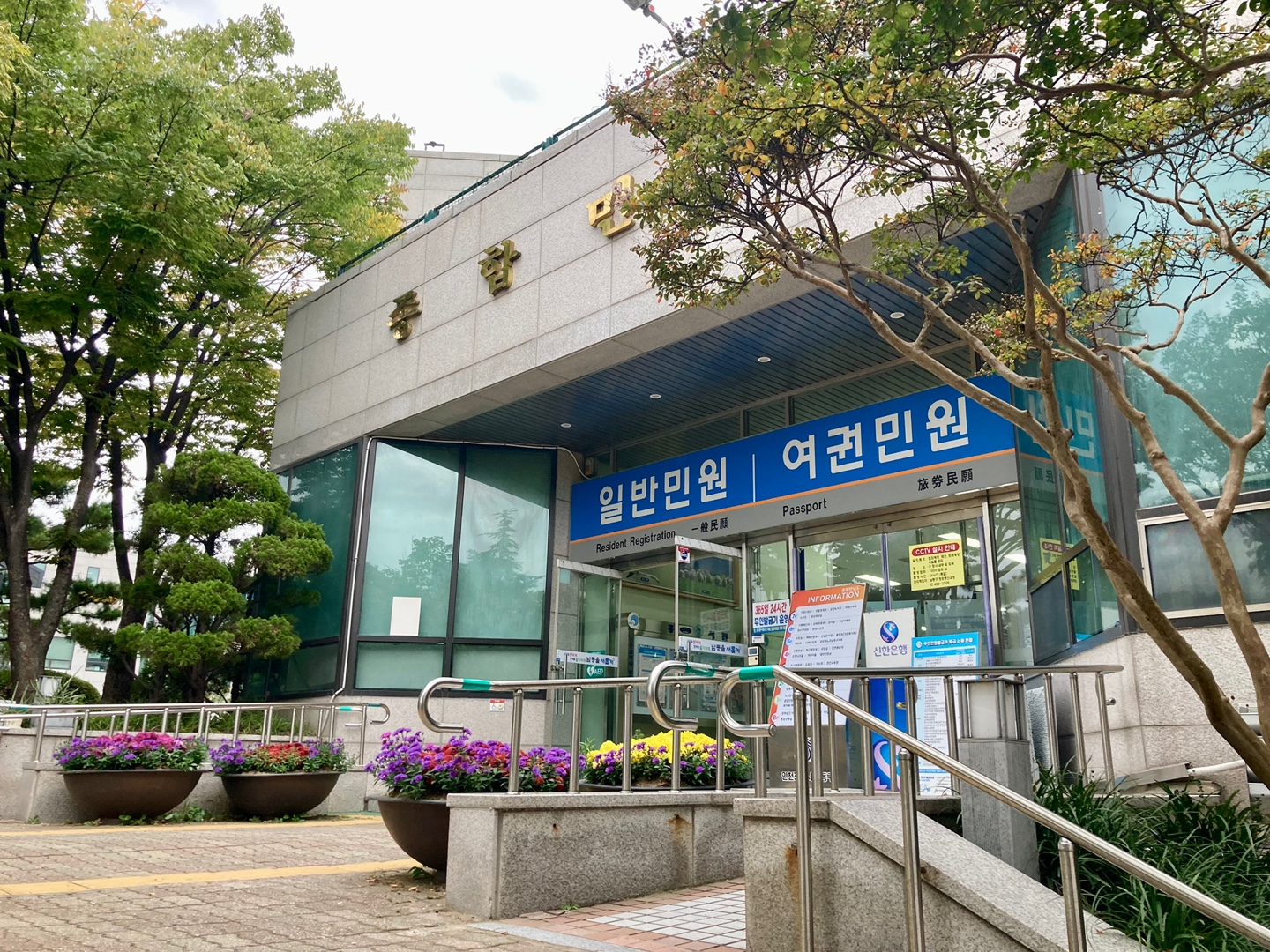
종합민원실
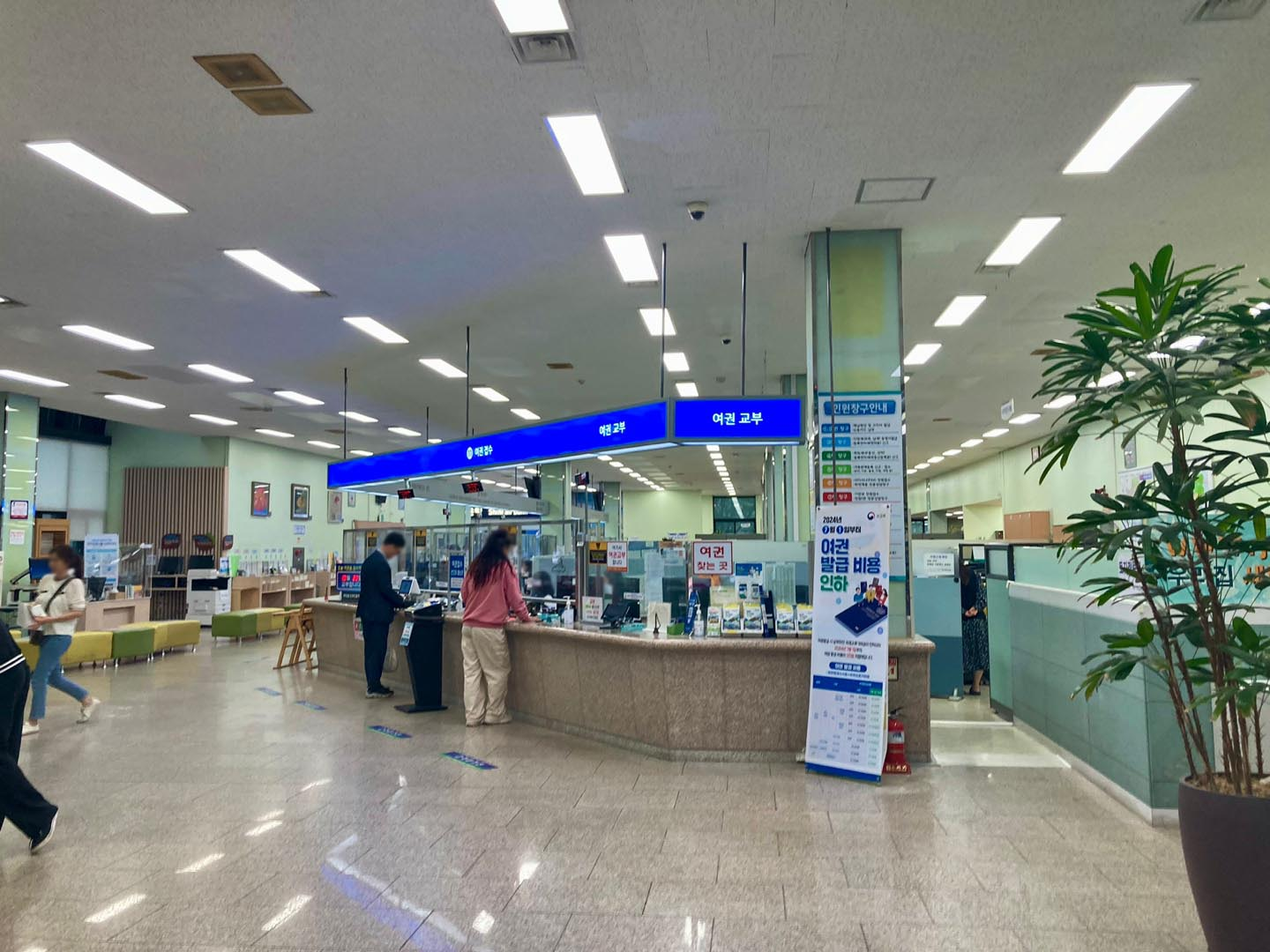
종합민원실 내부
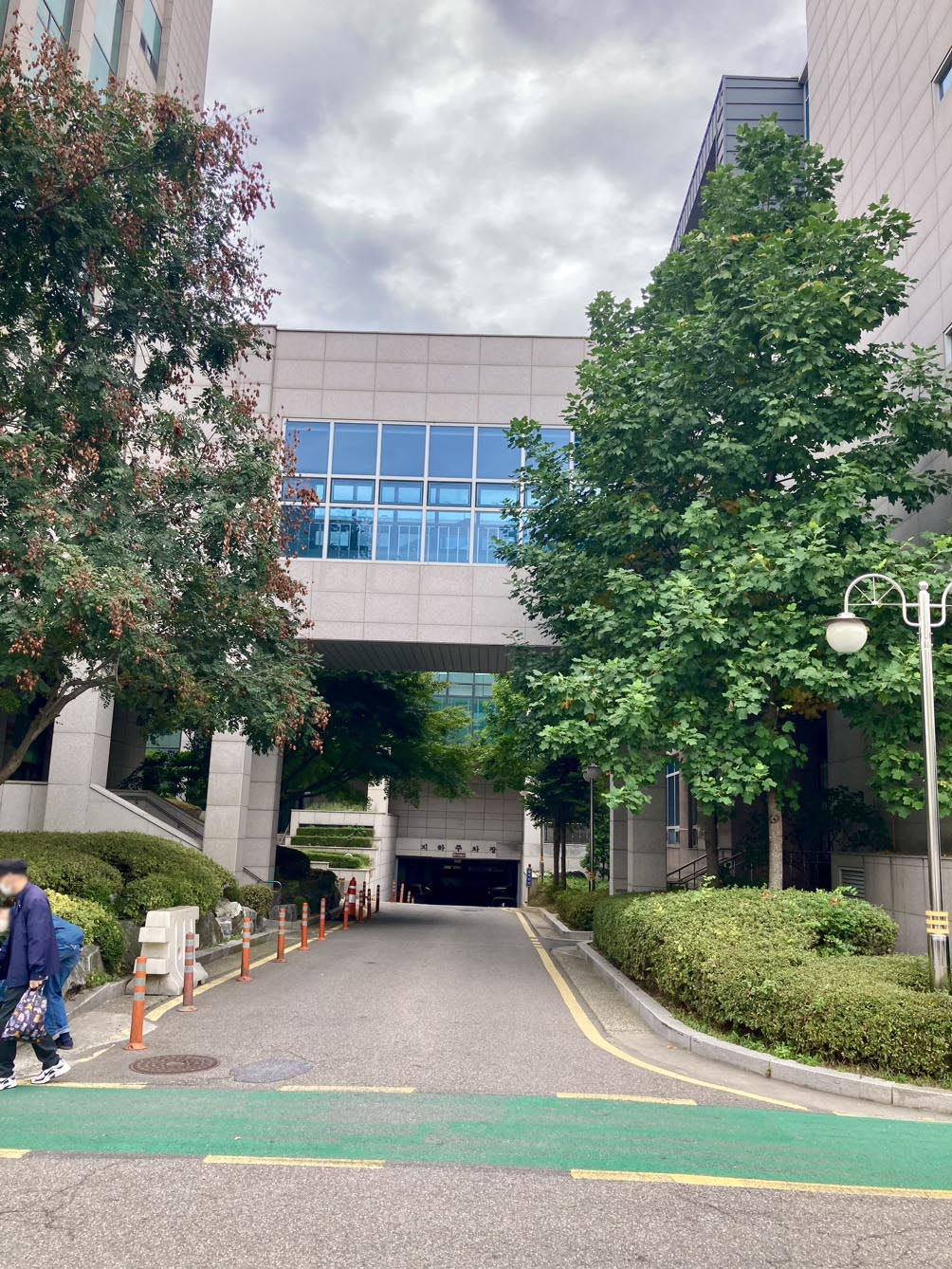
남동구청 지하주차장
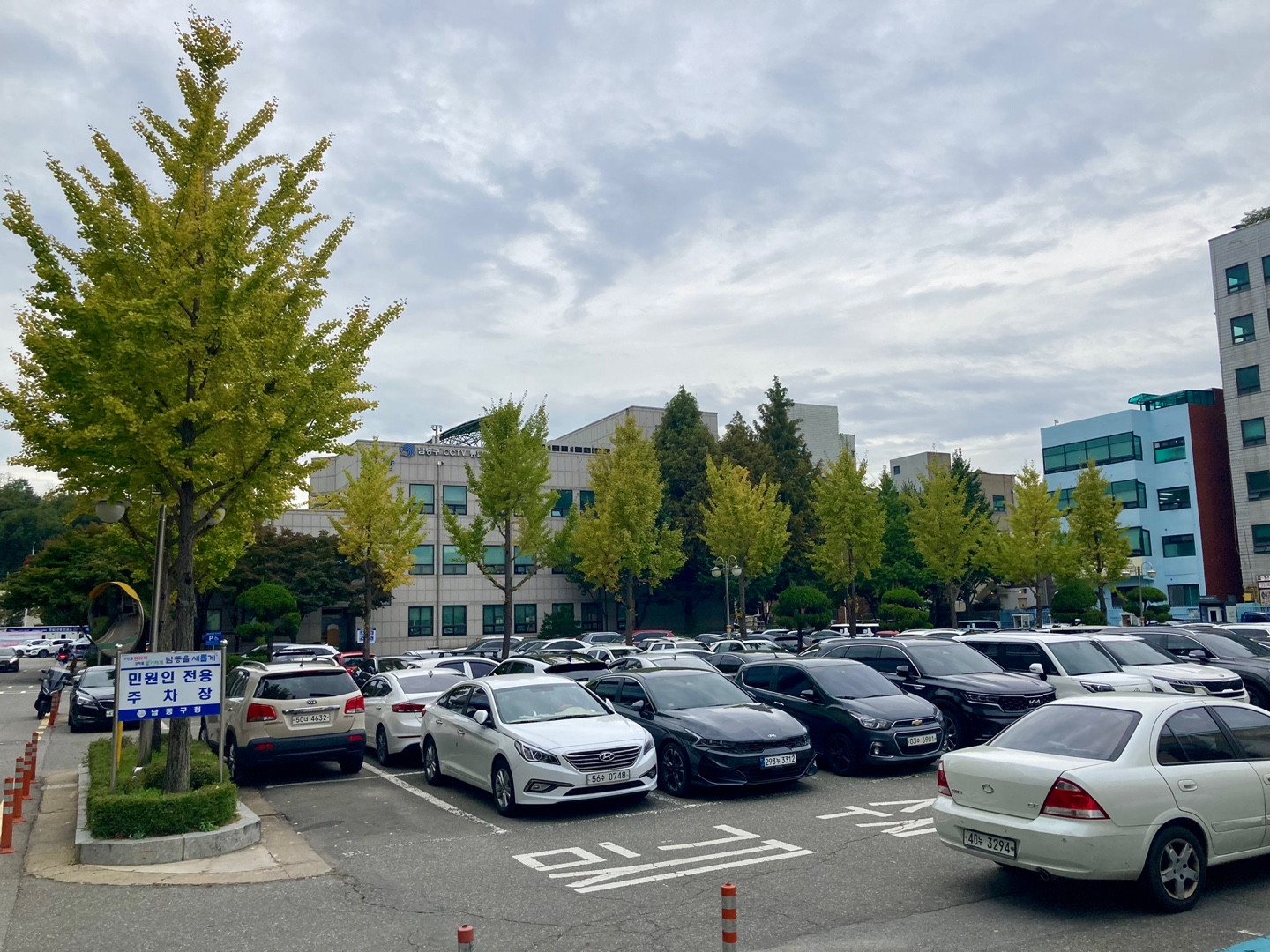
남동구청 지상주차장
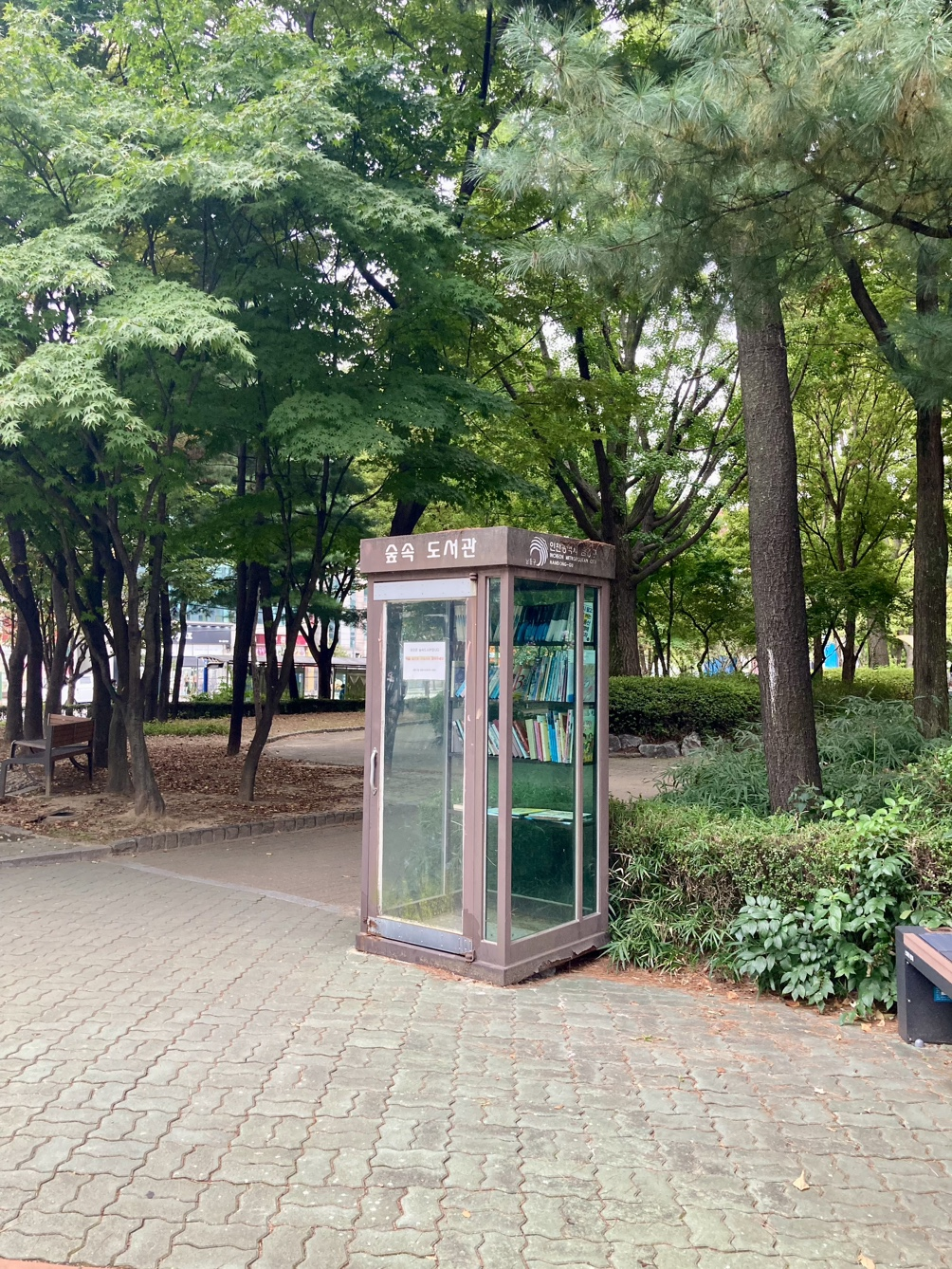
숲속도서관
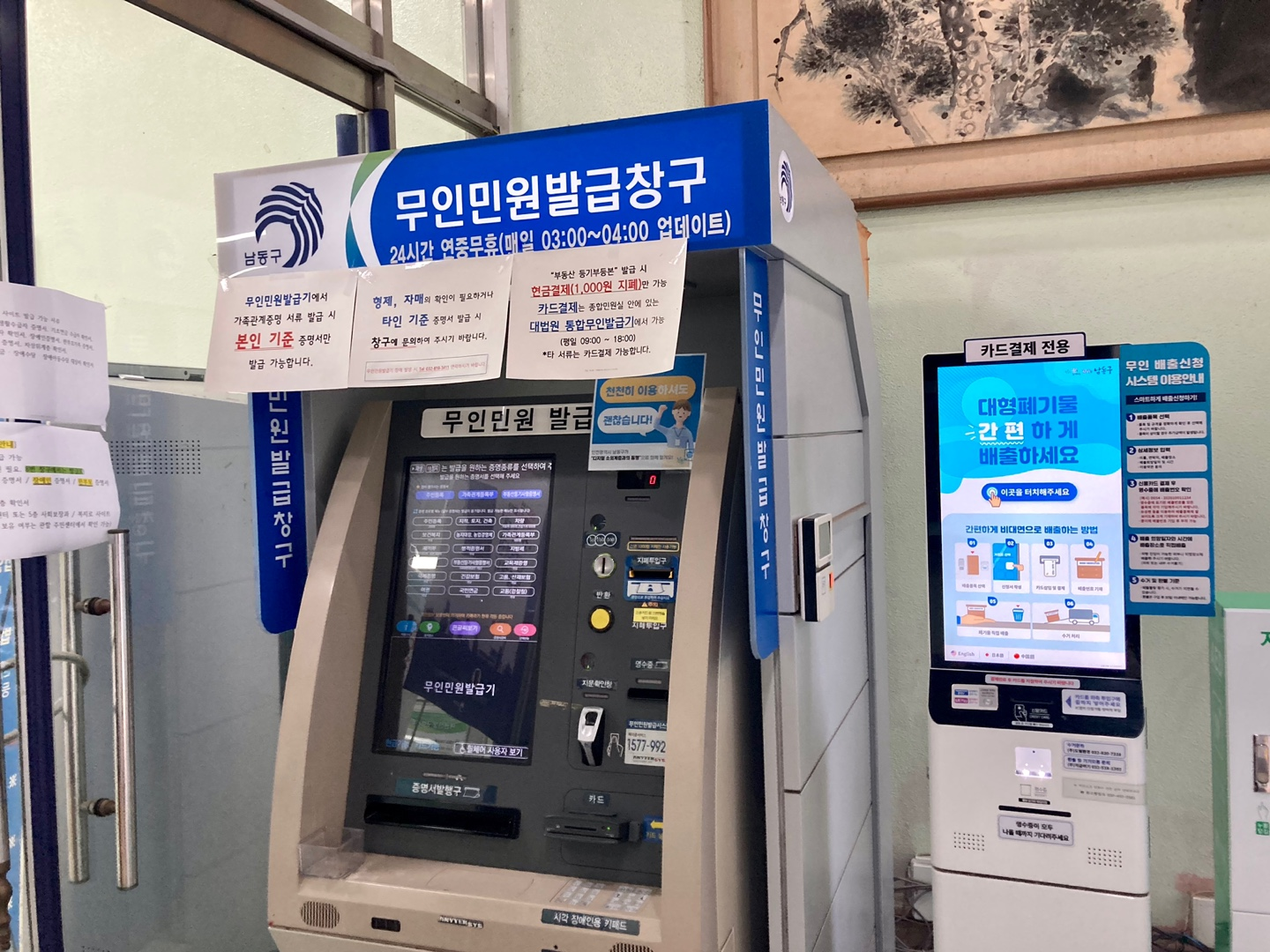
민원발급기(종합민원실)
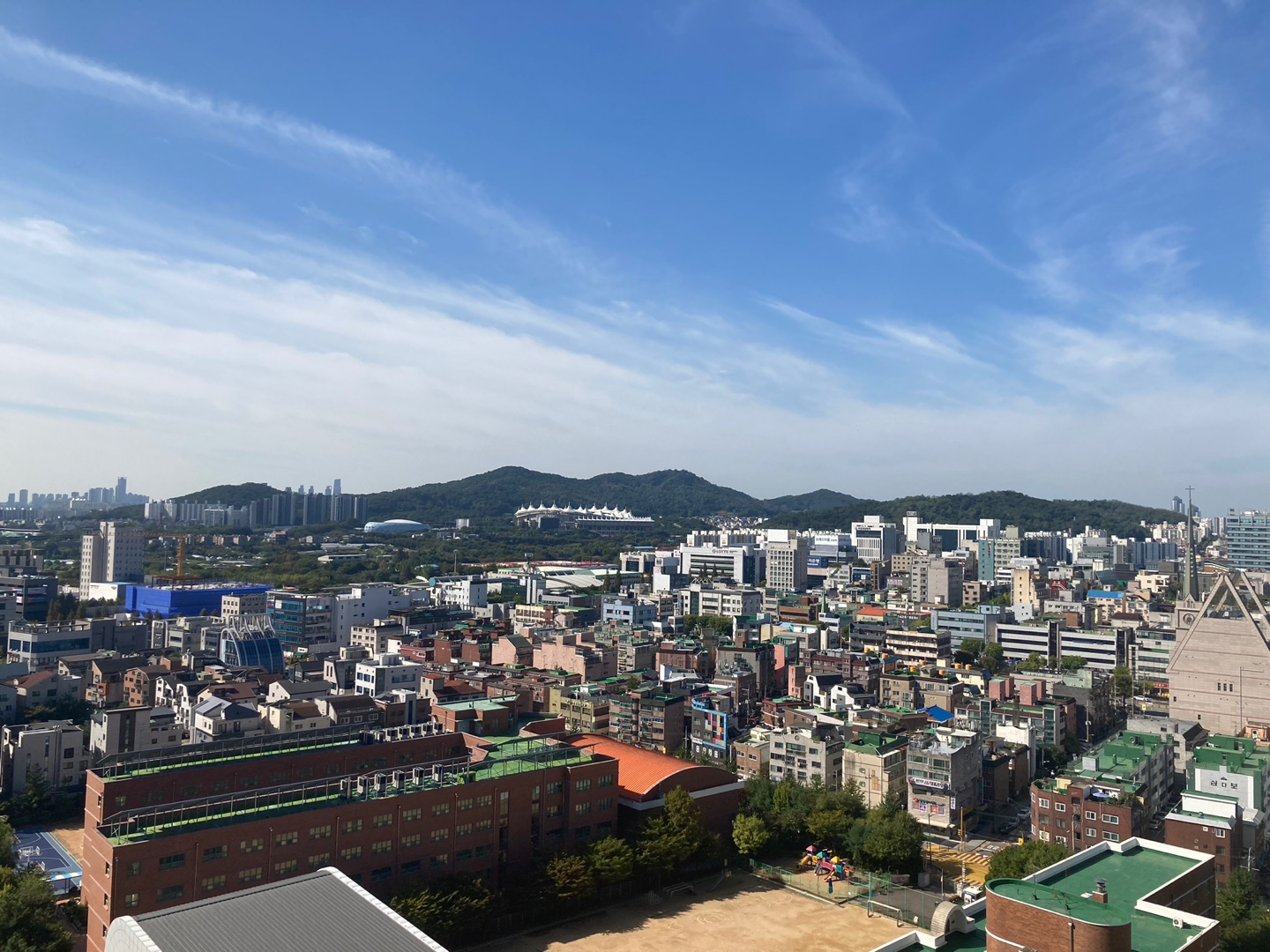
인천 남동구 전경(구월동 기준)

## 주요 기관
남동구에 인천광역시청과 인천광역시교육청, 인천지방경찰청 등 인천 중앙기관들이 대부분 존재하며, 구월지구(인천성리초등학교, 인천성리중학교, 구월중학교 등)이 있으며, 대표 권역의료기관으로 길병원의료재단이 있다.
- 인천광역시청
- 인천광역시교육청
- 인천지방경찰청
- 남동구보건소
- 인천도시공사
- 한국방송통신대학교 인천지역대학
- 한국산업인력공단 중부지역본부
- 대한상공회의소 인천인력개발원
- 인천광역시동부교육지원청
- 도로교통공단 인천운전면허시험장

## 교육 기관
- 대학원대학교

|  | - 성산효대학원대학교 |

- 고등학교

|  | - 도림고등학교 - 동인천고등학교 - 문일여자고등학교 - 미추홀외국어고등학교 | - 석정여자고등학교 - 숭덕여자고등학교 - 신명여자고등학교 - 인제고등학교 | - 인천고잔고등학교 - 인천남고등학교 - 인천남동고등학교 - 인천논현고등학교 | - 인천만수고등학교 - 인천송천고등학교 - 인천예술고등학교 - 인천금융고등학교 |

- 특수학교

|  | - 미추홀학교 - 인천청선학교 (구 만월중학교 부지) |

## 교통

### 철도
- 코레일

- ● 수도권 전철 1호선

(부평구) ← 간석역 → (미추홀구)
- ● 수도권 전철 수인·분당선

(연수구) ← 남동인더스파크역 - 호구포역 - 인천논현역 - 소래포구역 → (경기도 시흥시)
- 인천교통공사

- ● 인천 도시철도 1호선

(부평구) ← 간석오거리역 - 인천시청역 - 예술회관역 → (미추홀구)
환승역 : 인천시청역 (인천 도시철도 2호선)
- ● 인천 도시철도 2호선

(미추홀구) ← 인천시청역 - 석천사거리역 - 모래내시장역 - 만수역 - 남동구청역 - 인천대공원역 - 운연역 → (시종착역)
환승역 : 인천시청역 (인천 도시철도 1호선)

### 고속도로
- 수도권제1순환고속도로
- 제2경인고속도로
- 제3경인고속화도로

### 국도 및 기타 도로
- 국도 제42호선
- 국도 제46호선
- 국가지원지방도 제84호선
- 아암대로
- 경원대로
- 무네미로
- 인주대로
- 호구포로
- 백범로
- 승기천로
- 청능대로
- 남동대로
- 소래로
- 장수로
- 만수로

## 자매 결연
남동구청은 6개 대한민국 자매도시(충남 보령시, 강원 정선군, 충북 영동군, 충북 음성군, 전남 고흥군, 전북 장수군)와 3개의 대한민국 외 자매우호도시(중화인민공화국 청양구, 룽징시, 중카이고신구)가 있다.
| 남동구의 대한민국 자매도시(6개)               |               |                                        |
| 도시 이름                                     | 교류일자      | 비고                                   |
| 대한민국 충청남도 보령시                      | 1998. 10. 23. |                                        |
| 대한민국 강원도 정선군                        | 1996. 4. 24.  |                                        |
| 대한민국 충청북도 영동군                      | 2015. 10. 29. |                                        |
| 대한민국 충청북도 음성군                      | 2015. 11. 20. |                                        |
| 대한민국 전라남도 고흥군                      | 2013. 10. 11. |                                        |
| 대한민국 전라북도 장수군                      | 2019. 6. 26.  |                                        |
|                                               |               |                                        |
| 남동구의 대한민국 외 자매우호도시(3개)        |               |                                        |
| 도시 이름                                     | 교류일자      | 비고                                   |
| 중화인민공화국 산둥성 칭다오시 청양구         | 2000. 12. 21. | 산동성 성양구(城阳区)                  |
| 중화인민공화국 지린성 룽징시                  | 2016. 7. 21.  | 길림성 용정시(龙井市)                  |
| 중화인민공화국 광둥성 후이저우시 중카이고신구 | 2017. 7. 10.  | 광동성 혜주시 중카이고신구(仲愷高新區) |